# Дівич-гора
50°07′39″ пн. ш. 30°45′38″ сх. д. / 50.12749° пн. ш. 30.76052° сх. д.
Дівич-Гора в селі Трипілля — найвища точка Обухівського району. На її вершині, на висоті 55 м над рівнем Дніпра та 186 м над рівнем моря, колись було збудовано слов'янське святилище.